# Igor Markin
Igor Nikolajevič Markin (rusky Игорь Николаевич Маркин; 1967, Moskva, Sovětský svaz) je ruský podnikatel, multimilionář a sběratel umění.

## Životopis
Narodil se v Moskvě. Vystudoval radioelektroniku v Moskevském ústavu sdělovací techniky. Dříve než začal podnikat, působil jako inženýr ve Výzkumném ústavu radia. V roce 1992 začal podnikat spolu s bývalým spolužákem Konstantinem Prokofjevem (rusky Константин Прокофьев), nejprve prodávali ledničky a pračky, později založili firmu „Proma“, vyrábějící žaluzie. Markin uvedl do provozu 3 velké továrny, které tvoří zhruba 10% celé výroby žaluzie v Rusku. V současné době jde o jeden z největších ruských průmyslových podniků ve svém oboru. V roce 2007 činil Markinův majetek 60 miliónů amerických dolarů. Své bohatství užívá Igor Markin též pro pěstování svých různých zálib, ke kterým patří sbírání děl moderního umění. V roce 2007 otevřel Muzeum aktuálního umění ART4.RU, které navazuje na ruské umělecké tradice a obsahuje asi 1500 prací zástupců ruského modernismu.